# Gornja Pulja (kotar)
Kotar Gornja Pulja (njem: Bezirk Oberpullendorf, mađ:Felsőpulyai járás ) je jedna od sedam administrativnih jedinica u austrijskoj saveznoj državi Gradišće. Sjedište kotara je grad Gornja Pulja koja ima 3.006 stanovnika, dok cijeli kotar ima 38.752 stanovnika.

## Administrativna podjela
Kotar Gornja Pulja se dijeli na 27 administrativnih jedinica, od kojih je jedan grada,  12 tržišnih gradova i 14 općina.
| Administrativna podjela kotara Gornja Pulja | Administrativna podjela kotara Gornja Pulja                          | Administrativna podjela kotara Gornja Pulja | Administrativna podjela kotara Gornja Pulja |
| Njemački naziv                              | Hrvatski naziv                                                       | Mađarski naziv                              | Broj stanovnika (2008.)                     |
| Grad                                        | Grad                                                                 | Grad                                        | Grad                                        |
| ------------------------------------------- | -------------------------------------------------------------------- | ------------------------------------------- | ------------------------------------------- |
| Oberpullendorf                              | Gornja Pulja (Gradišćanskohrvatski: Zgornja Pulja)                   | Felsőpulya                                  | 3.006                                       |
| Tržišni grad                                |                                                                      |                                             |                                             |
| Deutschkreutz                               | Kerestur                                                             | Sopronkeresztúr                             | 3.099                                       |
| Draßmarkt                                   | Racindrof                                                            | Sopronderecske                              | 1.389                                       |
| Horitschon                                  | Horičon (Haračun)                                                    | Haracsony                                   | 1.909                                       |
| Kobersdorf                                  | Kobrštof                                                             | Kabold                                      | 1.931                                       |
| Lockenhaus                                  | Livka                                                                | Léka                                        | 1.981                                       |
| Lutzmannsburg                               | Lucman                                                               | Locsmánd                                    | 864                                         |
| Markt Sankt Martin                          | Sveti Martin                                                         | Sopronszentmárton                           | 1.184                                       |
| Neckenmarkt                                 | Lekindrof                                                            | Sopronnyék (Nyék)                           | 1.696                                       |
| Raiding                                     | Rajnof (Rajnov)                                                      | Doborján                                    | 835                                         |
| Steinberg-Dörfl                             | Štamperak-Drfelj (Steinperak)                                        | Répczekőhalom-Dérföld                       | 1.261                                       |
| Stoob                                       | Štuma                                                                | Csáva                                       | 1.419                                       |
| Unterfrauenhaid                             | Svetica                                                              | Lók                                         | 678                                         |
| Weppersdorf                                 | Veprštof                                                             | Veperd                                      | 1.807                                       |
| Općine                                      |                                                                      |                                             |                                             |
| Frankenau-Unterpullendorf                   | Frakanava-Dolnja Pulja (Gradišćanskohrvatski: Frakanava-Donja Pulja) | Frankó-Alsópulya                            | 1.203                                       |
| Großwarasdorf                               | Veliki Borištof                                                      | Nagybarom                                   | 1.512                                       |
| Kaisersdorf                                 | Kalištrof                                                            | Császárfalu                                 | 560                                         |
| Lackenbach                                  | Lakimpuh                                                             | Lakompak                                    | 1.123                                       |
| Lackendorf                                  | Lakindrof                                                            | Lakfalva                                    | 576                                         |
| Mannersdorf an der Rabnitz                  | Malištrof                                                            | Répczekethely                               | 1.799                                       |
| Neutal                                      | Najtolj                                                              | Sopronújlak                                 | 1.046                                       |
| Nikitsch                                    | Filež                                                                | Füles                                       | 1.451                                       |
| Oberloisdorf                                | Nadrloštrof (Uberloštrof)                                            | Felsőlászló                                 | 785                                         |
| Pilgersdorf                                 | Pilištrof                                                            | Pergelin                                    | 1.635                                       |
| Piringsdorf                                 | Piringštof                                                           | Répczebónya                                 | 870                                         |
| Ritzing                                     | Ricinga (Ricinja)                                                    | Récény                                      | 872                                         |
| Unterrabnitz-Schwendgraben                  | Dolnji Ramac                                                         | Alsórámóc-Répcefő                           | 652                                         |
| Weingraben                                  | Bajngrob                                                             | Borosd                                      | 369                                         |

## Vanjske poveznice
- Savezna Država Gradišće Kotar Gornja Pulja